# Frikadeller
Frikadeller son albóndigas de carne picada, que a menudo se equiparan a la versión danesa de las albóndigas. El origen del plato es desconocido, pero los frikadeller se asocian más a menudo con la cocina danesa en particular o con la cocina escandinava en general. Además de Dinamarca, el frikadeller es un plato popular en gran parte de Europa, especialmente en Alemania,Austria, [ [Hungría]], donde se les conoce como Frikadellen, Buletten, Fleischküchle o Fleischpflanzerl, y en Polonia, donde se les conoce como Kotlety Mielone. A través del intercambio cultural con los países mencionados, el frikadeller también ha entrado en las cocinas nacionales de otros países europeos como las Islas Feroe, Noruega, la República Checa, Eslovaquia, Eslovenia, Croacia, Rusia, Estonia, Ucrania, Letonia, los Países Bajos, Lituania, Serbia y Sudáfrica, donde forman parte del patrimonio culinario afrikáner.
Hay muchas variantes locales de frikadeller en toda Europa, tanto como plato principal como de acompañamiento. En Suecia, las quenelles escalfadas se llaman "frikadeller"; a menudo se sirven en forma de sopa. En Hungría, Eslovenia y Croacia, el plato se llama "fasírt" o "faširanci" (alteración del nombre austriaco) y a menudo se sirve con guisos, como el húngaro "főzelék". En España este plato es conocido como "filete ruso".